# Vendenesse-lès-Charolles
Vendenesse-lès-Charolles är en kommun i departementet Saône-et-Loire i regionen Bourgogne-Franche-Comté i östra Frankrike. Kommunen ligger i kantonen Charolles som tillhör arrondissementet Charolles. År 2022 hade Vendenesse-lès-Charolles 738 invånare.

## Befolkningsutveckling
Antalet invånare i kommunen Vendenesse-lès-Charolles
| Referens: INSEE |